# Серебряков, Андрей Михайлович
Андре́й Миха́йлович Серебряко́в (29 октября 1913, Ряжск — 27 июля 1942, Воронеж) — советский офицер, танкист, участник советско-финской и Великой Отечественной войн, Герой Советского Союза (1940).
Во время советско-финской войны — старший механик-водитель танка 232-го отдельного разведывательного танкового батальона (39-я отдельная лёгкая танковая бригада, 13-я армия, Северо-Западный фронт), комсорг роты, младший командир. Особо отличился в боях в феврале 1940 года на Выборгском направлении.

## Биография
Родился 29 октября 1913 года в Ряжске ныне Рязанской области в семье рабочего. Русский. Окончил 7 классов.
В Красной Армии с 1939 года. Окончил курсы механиков-водителей танков. Участник советско-финской войны 1939—1940 годов.
Старший механик-водитель танка 232-го отдельного разведывательного танкового батальона (39-я отдельная лёгкая танковая бригада, 13-я армия, Северо-Западный фронт) комсорг роты младший командир Андрей Серебряков отличился в боях на Выборгском направлении. 12 февраля 1940 года в бою за село Кююрёля (ныне посёлок Красносельское Ленинградской области) танкист восемь раз водил боевую машину в атаку, подавляя огневые точки и уничтожая живую силу противника. Своими действиями экипаж танка создал благоприятные условия для наступления стрелкового подразделения. 28 февраля 1940 года во время разведывательного рейда в глубь обороны противника в районе озера Хейкурила Андрей Серебряков установил местонахождение восьми дотов. Танк был подбит, но экипаж продолжал сражаться до темноты. Ночью танкисты устранили повреждение и вернулись в свою часть.
Указом Президиума Верховного Совета СССР от 7 апреля 1940 года «за образцовое выполнение боевых заданий командования на фронте борьбы с финской белогвардейщиной и проявленные при этом отвагу и геройство» младшему командиру Серебрякову Андрею Михайловичу присвоено звание Героя Советского Союза с вручением ордена Ленина и медали «Золотая Звезда» (№ 295).

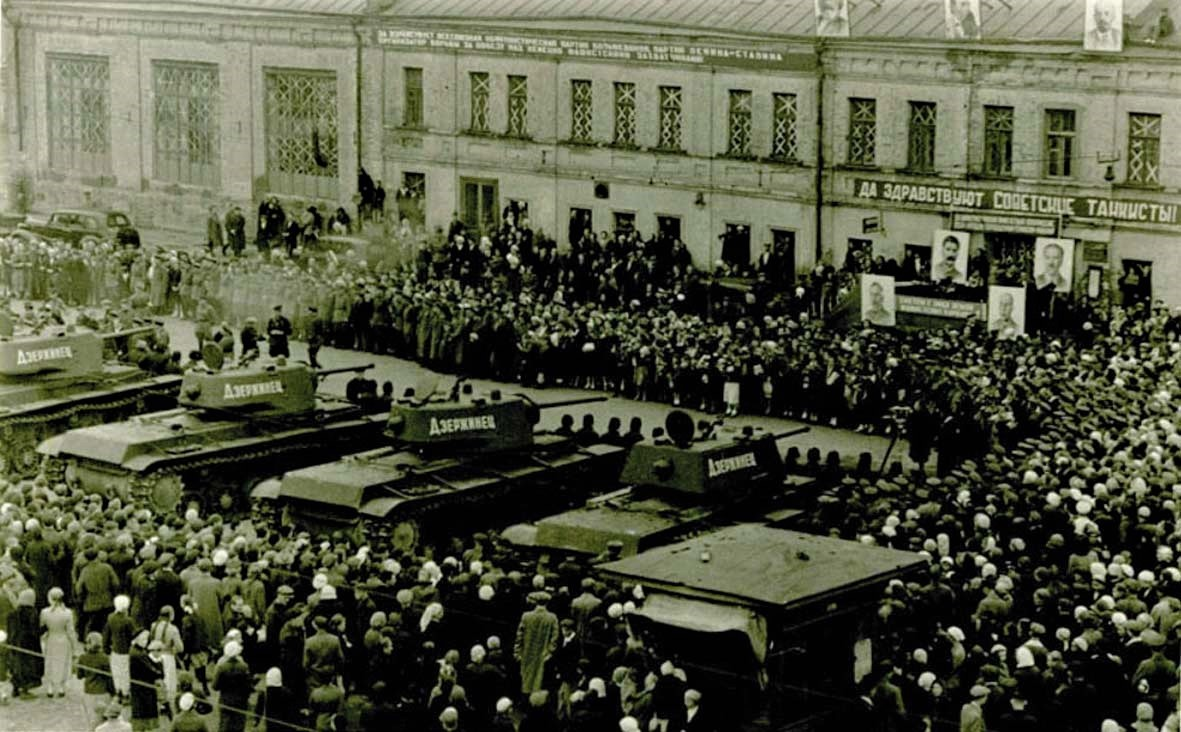
А. М. Серебряков командует танковой ротой 475-го отдельного танкового батальона на торжественном митинге по случаю передачи Красной армии танковой колонны тяжёлых танков КВ-1, построенных на средства, собранные жителями Дзержинского района города Москвы. На каждом из пяти передаваемых танков сделана надпись «Дзержинец». Фото С. Н. Струнникова, опубликовано 30 июня 1942 года в газете «Московский большевик»

По окончании боевых действий танкист с 1940 года жил в Москве, работал в органах государственной безопасности. Член ВКП(б) с 1940 года.
Участник Великой Отечественной войны с 1942 года, командир танковой роты имени Феликса Дзержинского 475-го отдельного танкового батальона, танки «КВ» которого в мае 1942 года были изготовлены на средства трудящихся Дзержинского района Москвы.
20 июля 1942 года младший лейтенант государственной безопасности А. М. Серебряков вместе со своим экипажем получил задание эвакуировать с поля боя два подбитых танка. Вечером скрытно подобравшись к ним, танкисты приступили к подготовительным работам. Однако противник обнаружил действия экипажа А. М. Серебрякова и открыл пулемётный и миномётный огонь. Несмотря на обстрел, А. М. Серебряков решил продолжить работу и успешно её закончил. После того как первый подбитый танк был отвезён в укрытие, экипаж сразу же приступил к эвакуации второго танка, засевшего в овраге. Этот танк также был вытянут и успешно эвакуирован с поля боя.
27 июля на северо-западной окраине города Воронежа А. М. Серебрякову в составе группы из трёх танков была поставлена задача прорвать оборону противника и оседлать шоссе из Воронежа в село Подклетное (ныне микрорайон в Советском районе Воронежа). В ходе атаки танк А. М. Серебрякова был подбит и загорелся. Младший лейтенант государственной безопасности А. М. Серебряков решил остаться в танке и вести огонь, сгорел в танке.
Похоронен в братской могиле № 13 (городской парк Воронежа).

## Награды и звания
- Герой Советского Союза (7 апреля 1940)[1];
- орден Ленина (7 апреля 1940)[1];
- орден Отечественной войны I степени (16 февраля 1943, посмертно[3]);
- медали, в том числе:
  - медаль «За отвагу»[4].

## Память
Кинохроника "Проводы Дзержинцев" (1942)
В 1967 году именем Серебрякова назван проезд в Москве. Также его имя носят улицы в городах Воронеже и Ряжске. 
Школа № 1098 имени Героя Советского Союза А. М. Серебрякова находится в Северо-Восточном округе Москвы
16 мая 2014 года в Воронеже на фасаде дома № 31 по улице Серебрякова была открыта мемориальная доска в присутствии его дочери Людмилы Андреевны Серебряковой. Установлен бюст в районе улицы Дмитрия Горина, в Воронеже..

## Семья
Жена — Агнесса Васильевна Серебрякова, в годы войны проживала в Ряжске и Москве. Был сын Юрий. В Ряжске живёт дочь — Людмила Андреевна.

## Документы
- Наградной лист с представлением к ордену Отечественной войны I степени в электронном банке документов «Подвиг народа» (архивные материалы ЦАМО. Ф. 33. Оп. 686044. Д. 2032. Л. 183)..
- Переписка с женой и личные документы А. М. Серебрякова в ОПИ ГИМ, Ф. 452. Оп. 1. Ед. хр. 334.
- Информация из приказа об исключении из списков в электронном банке документов ОБД «Мемориал» (архивные материалы ЦАМО. Ф. 58. Оп. 12220. Д. 95)

.